# Austrosquilla melanocauda
Austrosquilla melanocauda is een bidsprinkhaankreeftensoort uit de familie van de Nannosquillidae. De wetenschappelijke naam van de soort is voor het eerst geldig gepubliceerd in 1981 door Kunze.